# Rosamond (California)
Rosamond es un lugar designado por el censo ubicado en el condado de Kern en el estado estadounidense de California. En el año 2000 tenía una población de 8,445 habitantes y una densidad poblacional de 86.1 personas por km².

## Geografía
Rosamond se encuentra ubicado en las coordenadas 34°51′51″N 118°09′48″O / 34.86417, -118.16333. Según la Oficina del Censo, la localidad tiene un área total de 135,6 km² (52,4 mi²), de la cual 135,3 km² (52,2 mi²) es tierra y 0,3 km² (0,1 mi²) (0%) es agua.

## Demografía
Según la Oficina del Censo en 2000 los ingresos medios por hogar en la localidad eran de $42,307, y los ingresos medios por familia eran $46,918. Los hombres tenían unos ingresos medios de $42,484 frente a los $26,745 para las mujeres. La renta per cápita para la localidad era de $17,440. Alrededor del 14.1% de la población estaban por debajo del umbral de pobreza.